# Сара ибн Машхур ел Сауд
Сара ибн Машхур ел Сауд (арап. سارة بنت مشهور ال سعود, по неким изворима „рођена 1973. године“), је члан саудијске краљевске породице као унука краља Абдулазиза ибн Сауда и супруга престолонаследника Мохамеда ибн Салмана. Студирала је на Универзитету краља Сауда у Ријаду, где је дипломирала 1996. године са дипломом из психологије и образовања. Дипломирала је пословну администрацију на Универзитету краља Абдулазиза у Џеди 2011. године.

## Биографија
Сара ибн Машхур је из краљевске династије Сауд од оца Машур ибн Абдулазиз ел Сауда, полубрата краља Салмана и од мајке Нуре ибн Мухаммед ибн Сауд ел Кабир. Сара се удала за принца Мухамеда ибн Салмана 6. априла 2008. године и са њим има петоро деце, три дечака и две девојчице. Првих четворо носе имена по баби и деди, а пети по његовом прадеди краљу ибн Сауду, оснивачу Саудијске Арабије. Међутим наводно њихов брак се завршио разводом.
Као и код већине блискоисточних краљевских породица, биографија њених личних података није доступна. Поред тога, познато је и да принцеза Сара живи у Великој Британији од 2007. године и да је била под заштитом њеног ујака, престолонаследника Наифа, ривала њеног оца до његове смрти 2012. године.

## Напомена
Већина њених личних података није доступна.